# Droga magistralna A11 (Litwa)
Droga magistralna A11 (lit. Magistralinis kelias A11) - droga magistralna w ciągu trasy europejskiej E272. Łączy Szawle z wybrzeżem Bałtyku. Droga ma 146,85 km długości.